# Kalašnikov (priimek)
Kalašnikov je priimek več oseb:
- Mihail Haritonovič Kalašnikov, sovjetski general
- Konstantin Fjodorovič Kalašnikov, sovjetski general
- Dimitrij Dimitrijevič Kalašnikov, sovjetski general
- Mihail Timofejevič Kalašnikov (1919--2013), sovjetski (ruski) konstrukter (orožja), inženir in general